# NGC 4207
NGC 4207 (również PGC 39206 lub UGC 7268) – galaktyka spiralna (Scd), znajdująca się w gwiazdozbiorze Panny. Odkrył ją Heinrich Louis d’Arrest 23 marca 1865 roku. Należy do Gromady w Pannie.